# Маккрейт, Эдвард
Эдвард Маккрейт (англ. Edward M. McCreight; 1941) — американский учёный в области информатики. Совместно с Рудольфом Байером изобрёл B-дерево, принимал участие в разработке рабочей станции Xerox Alto, в Xerox PARC вёл разработку компьютера Xerox Dorado. Также работал в корпорации Adobe.